# Хайнрих фон Фитингоф
Хайнрих фон Фитингоф (на немски: Heinrich von Vietinghoff) е германски генерал от Вермахта. Фитингоф командва германските войски в окупираната част на Италия през 1945 г.

## Военна кариера
На 24 ноември 1938 г. Фитингоф е назначен за командир на 5-а танкова дивизия и участва в нахлуването в Полша. През юни 1940 г. той е повишен в генерал, след което ръководи немския танков корпус XLVI в окупацията на Югославия.
По времето на Операция Барбароса неговият корпус е част от Центъра за армии на фелдмаршал Федор фон Бок. Както всички командири на германския корпус на Източния фронт по време на нашествието, Фитингоф изпълнява престъпната комисарска заповед.
От декември 1941 г. до август 1943 г. той е главен командир на Германската 15-а армия във Франция. В Италия от август 1943 г. той командва Германската 10-а армия, която отговаря за забавянето на действията чрез последователните отбранителни линии, построени в Италия. Забележителни в този контекст са защитните сили на Winter Line от ноември 1943 до май 1944 г. и боевете през есента на 1944 г. на Готската линия. През октомври 1944 г. той временно е повишен до общо командване в Италия (армията група C), когато фелдмаршал Алберт Кеселринг е сериозно ранен при автомобилна катастрофа. През януари 1945 г., след завръщането на Кеселринг, той напуска Италия, за да командва Група армии Курландия в Източна Прусия. Когато Кеселринг е преместен през март 1945 г., за да командва немската военна команда във Франция, Фитингоф се завръща като върховен германски командир в Италия.
В края на април 1945 г. той се свързва със съюзническите сили и на 29 април неговият представител Карл Волф подписва от негово име в Кралския дворец в Касерта инструмента за предаване на 2 май 1945 г. по обяд. След това прекарва 2 години и половина в британско пленничество в Bridgend Island Farm (Специален лагер XI) сред високопоставени немски затворници. Фитингоф е освободен през септември 1947 г.
След войната, Фитингоф е член на експертната група, която се занимава с въпроса за немското превъоръжаване. През октомври 1950 г. той написва меморандума „Химерод“, кръстен на абатството Химерд, където е написано от името на правителството на Аденауер за участието на Западна Германия в европейската отбрана. Умира на 23 февруари 1952 г. в Пфронтен.